# Valverde de Campos
Valverde de Campos est une commune de la province de Valladolid dans la communauté autonome de Castille-et-León en Espagne.

## Sites et patrimoine
Les édifices notables de la commune sont :
- Église paroissiale Sainte-Marie (Iglesia de Santa María).
- Chapelle del Cristo de la Vera Cruz.

Église Sainte-Marie
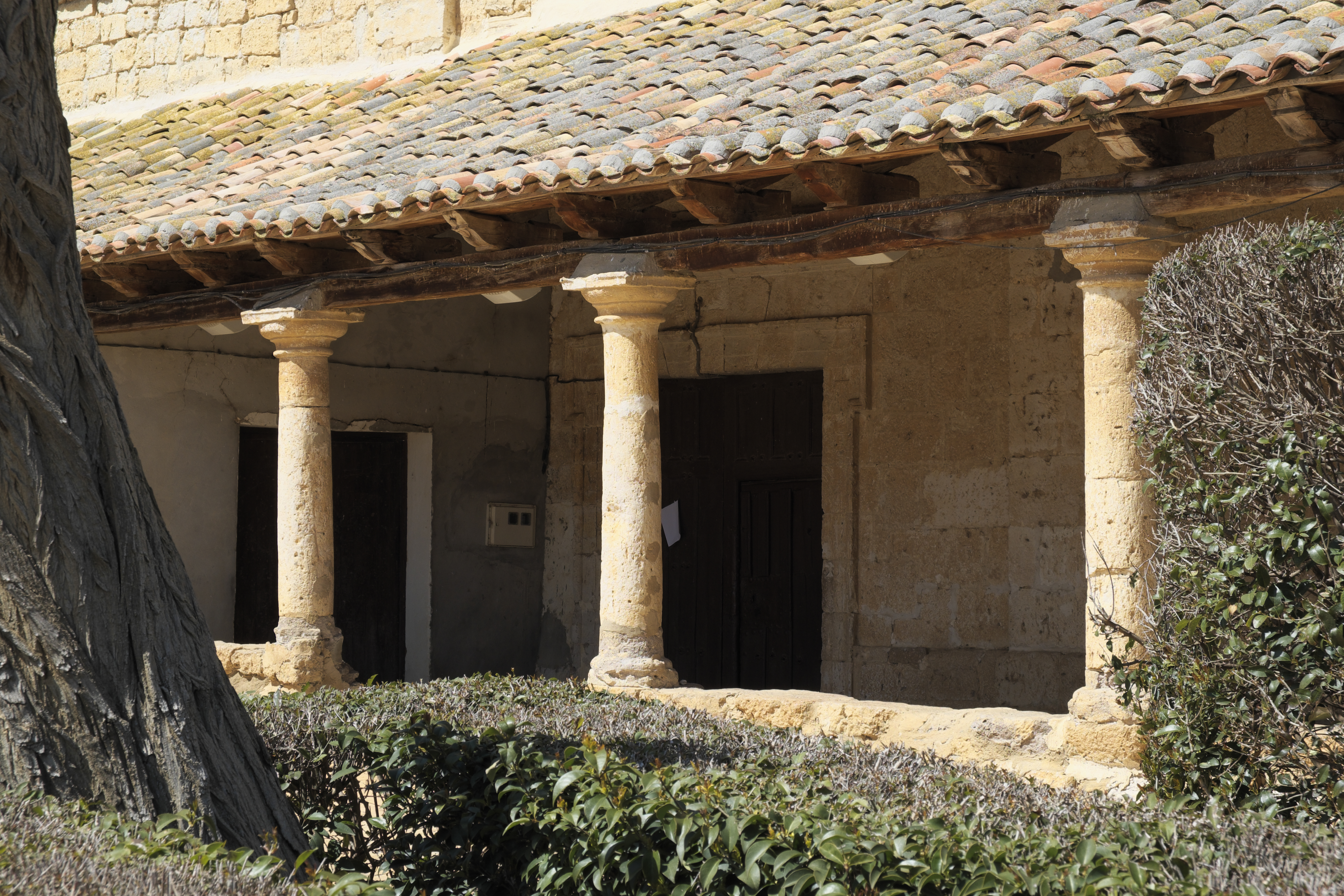
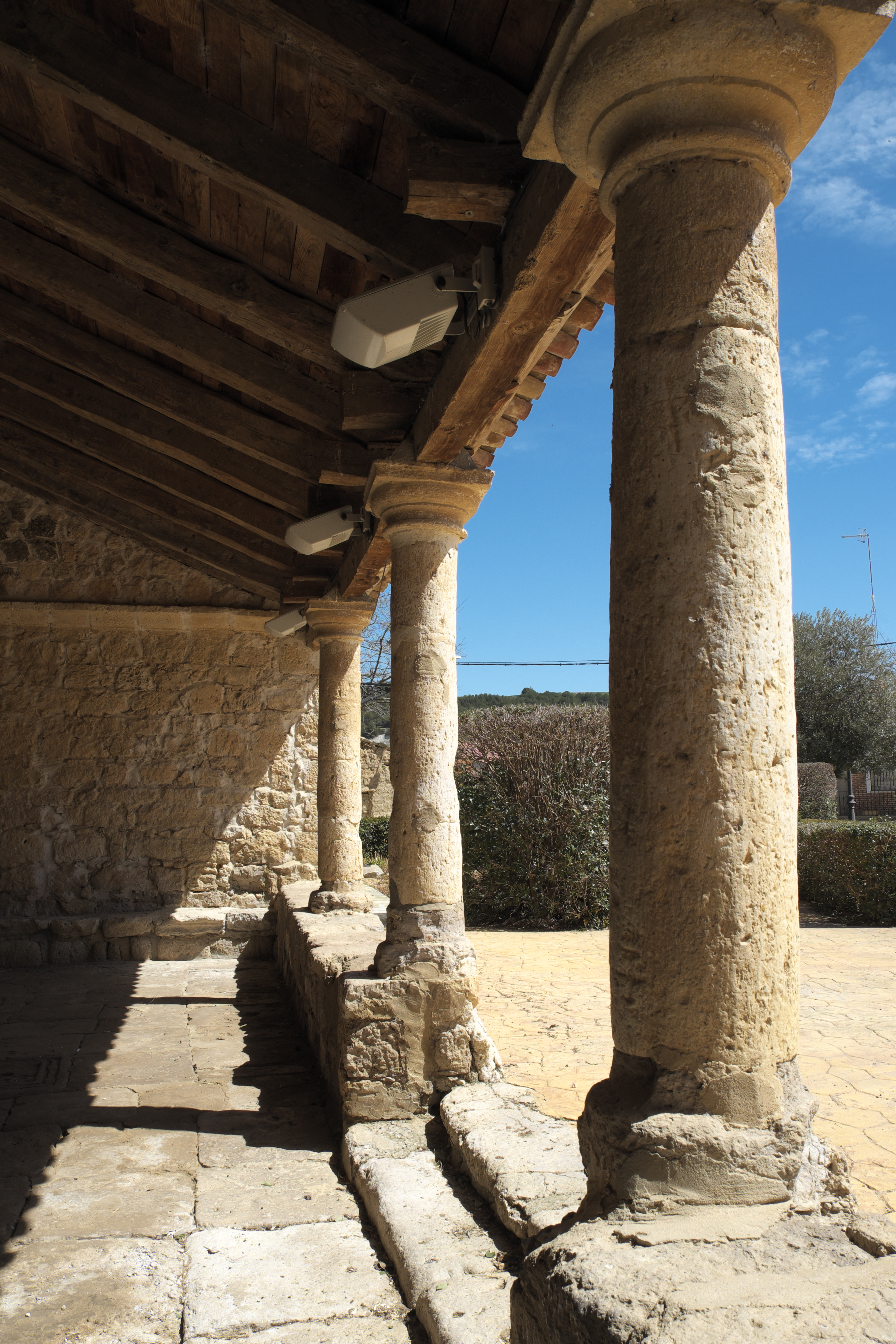
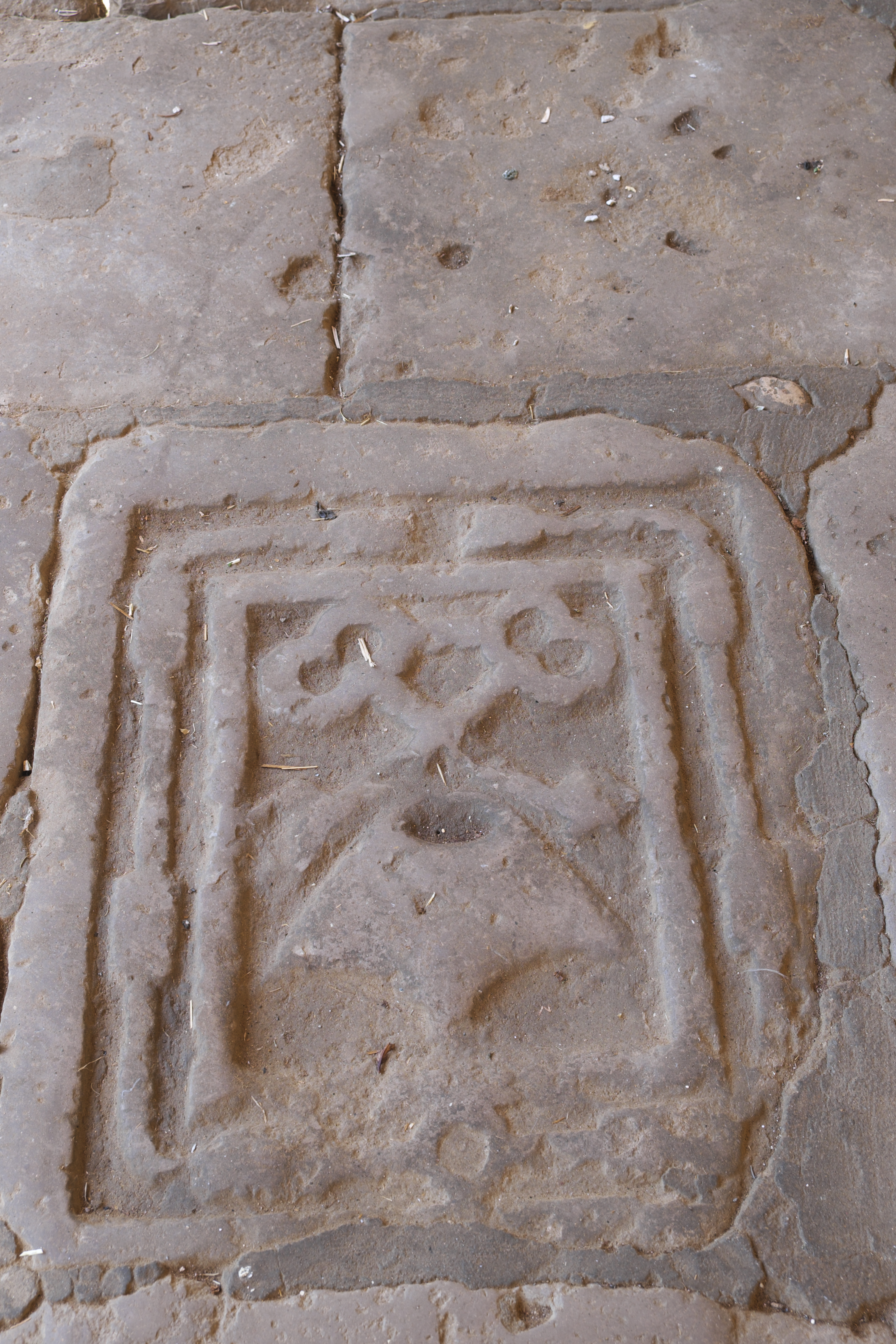